# Rüdiger Bohn (Dirigent)
Rüdiger Bohn (* 1960 in Lübeck) ist ein deutscher Dirigent.

## Leben
Er erwarb sich insbesondere im Bereich der Neuen Musik internationale Reputation. Er ist Musikalischer Leiter und Mitbegründer der Zeitgenössischen Oper Berlin, Erster Gastdirigent des Ensembles TIMF in Korea und Professor für Dirigieren an der Robert Schumann Hochschule in Düsseldorf. Seine künstlerische Ausbildung erhielt er in den Fächern Klavier und Dirigieren an den Musikhochschulen von Köln und Düsseldorf. Beide Studiengänge schloss er mit Auszeichnung ab. Er gewann mehrere internationale Kammermusikwettbewerbe, zum Beispiel in Florenz und in Bordeaux, und trat regelmäßig als Konzertpianist auf, bevor er sich, bestärkt durch Meisterkurse bei Leonard Bernstein, Sergiu Celibidache und Sir John Eliot Gardiner, für die Dirigentenlaufbahn entschied.
Als musikalischer Assistent am Brüsseler Théâtre de la Monnaie sammelte Bohn erste Erfahrungen im neuen Metier und wurde dann als Kapellmeister an das Theater von Basel verpflichtet. Von 1997 bis 2002 war er Erster Kapellmeister am Theater Lübeck. Gastdirigate führten ihn in die Opernhäuser von Darmstadt, Düsseldorf, Frankfurt und Nancy. Im Rahmen seiner internationalen Konzerttätigkeit dirigierte er u. a. das Orchestre de la Suisse Romande Genève, das Orchestre de Chambre de Lausanne, das Orchestre Radio-Symphonique de Luxembourg, die Orchestra Sinfonica della RAI in Rom und Turin, das Orchestra del Teatro Comunale di Bologna und das Koreanische Sinfonieorchester. Konzerttourneen führten ihn nach Italien, Frankreich, Spanien, Korea, in die USA und nach Kanada.
Von 1997 bis 2007 war Rüdiger Bohn Musikalischer Leiter der Zeitgenössischen Oper Berlin. Hier dirigierte er alle bisherigen Produktionen mit Werken von Hans Werner Henze, Mauricio Kagel, Giorgio Battistelli, Morton Feldman, Aribert Reimann, Qu Xiao-song, Adriana Hölszky, Frank Martin, Salvatore Sciarrino, Peter Maxwell Davies und Wolfgang Rihm. Zuletzt leitete er Hans Zenders Oper „Don Quixote“ als Koproduktion mit der Komischen Oper Berlin.
Auftritte bei der Münchener Biennale, dem Warschauer Herbst, dem Festival WhyNote in Dijon mit dem Klangforum Wien und den Salzburger Festspielen folgten rasch. Außerdem dirigierte Rüdiger Bohn im Rahmen der musica viva Konzerte in München, bei den Internationalen Ferienkursen für Neue Musik und beim UltraSchall Festival Berlin. Es liegen Einladungen des Philharmonia Orchestra in London und der Duisburger Philharmoniker vor.
Rüdiger Bohn ist seit 1982 musikalischer Leiter des EWCM – European Workshop for Contemporary Music. Er lehrt als Professor für Dirigieren an der Robert-Schumann-Hochschule.